# Карадокський ярус
| Система/ Період                                                         | Відділ/ Епоха      | Ярус/ Вік             | Вік (млн років) | Вік (млн років) |
| ----------------------------------------------------------------------- | ------------------ | --------------------- | --------------- | --------------- |
| Силур, S                                                                | Лландовер, S1      | Рудданський, S1l      | молодше         | молодше         |
| Ордовик, O                                                              | Верхній/Пізній, O3 | Хірнантський, O3h     | 443,8           | 445,2           |
| Ордовик, O                                                              | Верхній/Пізній, O3 | Катійський, O3k       | 445,2           | 453,0           |
| Ордовик, O                                                              | Верхній/Пізній, O3 | Сандбіанський, O3s    | 453,0           | 458,4           |
| Ордовик, O                                                              | Середній, O2       | Дарривільський, O2drw | 458,4           | 467,3           |
| Ордовик, O                                                              | Середній, O2       | Дапінзький, O2dpg     | 467,3           | 470,0           |
| Ордовик, O                                                              | Нижній/Ранній, O1  | Флоський, O1f         | 470,0           | 477,7           |
| Ордовик, O                                                              | Нижній/Ранній, O1  | Тремадоцький, O1t     | 477,7           | 485,4           |
| Кембрій, C                                                              | Фуронгій, C4       | Ярус 10               | древніше        | древніше        |
| Підрозділи Ордовицької системи наведені згідно МКС, станом на 2018 рік. |                    |                       |                 |                 |
| п о р                                                                   |                    |                       |                 |                 |

Карадокський ярус, Карадок (рос. карадокский ярус, рос. карадок; англ. Caradocian, нім. Caradoc n) — п'ятий знизу геологічний ярус ордовикської системи, який охоплює суміжні частини середнього і верхнього ордовика. Від назви горба Кер-Карадок у Шропширі, Велика Британія.
Існує припущення, що назва Карадокському ярусу дана на честь легендарного короля Думнонії Карадока[джерело?], хоча в інших джерелах вказується, що назва походить від назви горба Кер-Карадок у Шропширі, Велика Британія.